# Phalacrocorax colensoi
Phalacrocorax colensoi là một loài chim trong họ Phalacrocoracidae.
Đây là loài đặc hữu New Zealand.